# White Elephant (Vol. 1)
Albums de Mike Mainieri
Journey Through an Electric Tube
(1968) Love Play
(1977)
White Elephant (Volume 1) est un album du vibraphoniste de jazz américain Mike Mainieri sorti en 1972.

## Liste des titres

### Disque 1
| No | Titre          | Musique       | Durée |
| -- | -------------- | ------------- | ----- |
| 1. | The Jones      | Mike Mainieri | 7:08  |
| 2. | Battle Royal   | Nick Holmes   | 5:11  |
| 3. | White Elephant | Mike Mainieri | 12:03 |
| 4. | Easy On        | Mike Mainieri | 2:41  |
| 5. | Monkey         | Mike Mainieri | 5:04  |
| 6. | Broadway Joe   | Mike Mainieri | 4:36  |
| 7. | Animal Fat     | Mike Mainieri | 4:42  |

### Disque 2
| No | Titre          | Musique       | Durée |
| -- | -------------- | ------------- | ----- |
| 1. | More to Love   | Nick Holmes   | 4:40  |
| 2. | Gunfighter     | Nick Holmes   | 6:19  |
| 3. | Peace of Mind  | Mike Mainieri | 4:53  |
| 4. | Sunshine Clean | Mike Mainieri | 3:23  |
| 5. | Dreamsong      | Mike Mainieri | 5:33  |
| 6. | Right Back     | Nick Holmes   | 5:03  |
| 7. | Sans titre     | Mike Mainieri | 6:44  |
| 8. | Sans titre     | Robert Burns  | 7:16  |
| 9. | Sans titre     |               | 3:39  |